# Frastanz
Frastanz là một đô thị thuộc huyện Feldkirch, Vorarlberg, Áo. Đô thị Frastanz có diện tích 32,25 km², dân số thời điểm năm 2006 là 6296 người.